# خوسنا
خوسنا (به لهستانی:  Chosna) یک روستا در لهستان است که در گمینا پراژموو واقع شده‌است.